# Beatrice di Sassonia-Coburgo-Gotha
Beatrice di Sassonia-Coburgo-Gotha (Buckingham Palace, 14 aprile 1857 – Brantridge Park, 26 ottobre 1944) fu una principessa del Regno Unito, ultima figlia della regina Vittoria e di Alberto di Sassonia-Coburgo-Gotha, conosciuta per aver pubblicato i diari della regina Vittoria dopo la sua morte.
Dopo la morte della madre, il 22 gennaio 1901, curò la pubblicazione dei numerosi diari di Vittoria: in tutto 111 volumi custoditi attualmente presso gli archivi reali di Windsor.

## Biografia

### Infanzia

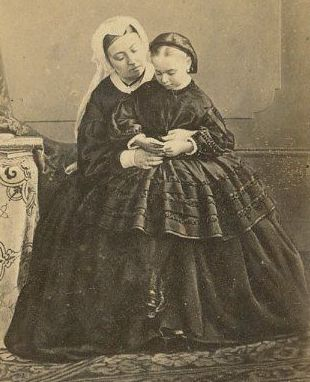
La regina Vittoria con la principessa Beatrice (1862)

Sua madre era la regina Vittoria, unica figlia del principe Edoardo Augusto, Duca di Kent, quarto figlio di re Giorgio III. Suo padre era il principe Alberto di Sassonia-Coburgo-Gotha. Come figlia di regnanti, Beatrice ebbe il trattamento di Altezza Reale fin dalla nascita. 
Fu battezzata nella cappella privata di Buckingham Palace il 16 giugno 1857 da John Bird Sumner, arcivescovo di Canterbury e i suoi padrini furono la Duchessa di Kent, la Principessa Reale e il fidanzato della sorella, il principe Federico Guglielmo di Prussia.
Rimase orfana del padre a quattro anni e ciò provocò nella regina un forte desiderio di isolamento e un attaccamento profondo nei confronti dell'ultima nata, cercando di farla rimanere bambina il più a lungo possibile. Beatrice quindi, finché Vittoria fu in vita, le rimase sempre accanto, fungendo da dama di compagnia e da segretaria. Per la malinconica madre, addolorata dalla perdita dell'amato marito, quella figlia così sensibile, socievole, dai grandi occhi azzurri fu una delle poche fonti di gioia.

### Matrimonio
Era legata romanticamente a Napoleone Eugenio, principe imperiale, che venne ucciso nel 1879 durante la prima guerra Zulu in un'imboscata.
Il 23 luglio 1885 Beatrice sposò il principe Enrico di Battenberg (1858-1896), terzo figlio del principe Alessandro di Assia e del Reno (1823-1888), nato dal suo matrimonio morganatico con Julia von Hauke (1825-1895), figlia di un ministro tedesco della Polonia del Congresso, nella St. Mildred's Church, a Whippingham sull'isola di Wight.

La regina però acconsentì al matrimonio soltanto se la coppia fosse venuta a vivere con lei a Windsor. Suo fratello maggiore, il principe Luigi di Battenberg, aveva sposato la principessa Vittoria d'Assia-Darmstadt, nipote della regina Vittoria e nipote della principessa Beatrice, di un anno più giovane. Il giorno delle sue nozze, la regina diede al principe Enrico il trattamento onorifico di Altezza reale, superiore a quello che lo sposo godeva in Assia, dove il principe era Altezza Serenissima.

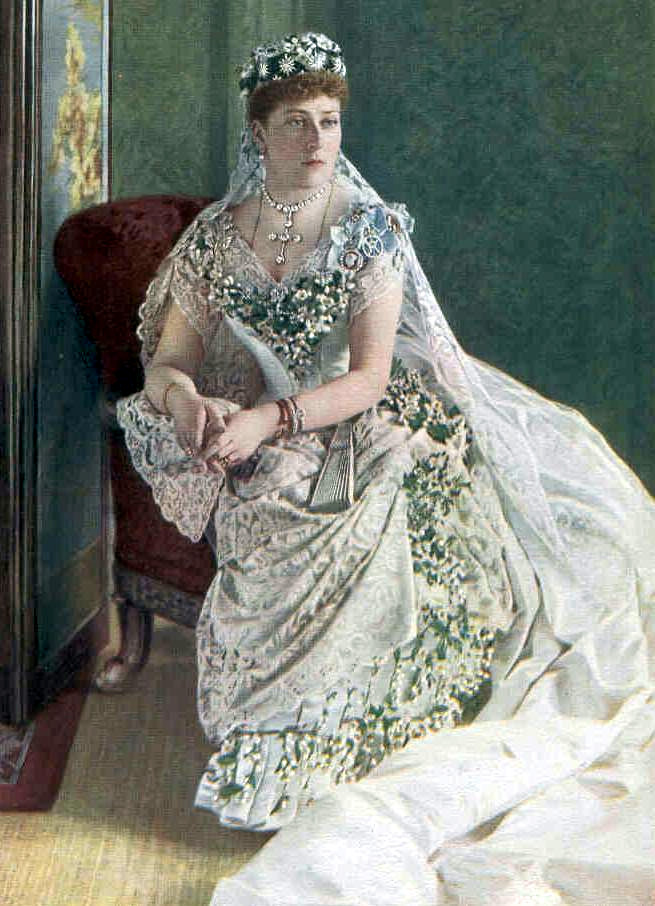
Beatrice in abito nuziale.

Beatrice ed Enrico ebbero quattro figli, tutti cresciuti nel Regno Unito. Per decreto reale del 13 dicembre 1886, la regina concesse ai bambini il trattamento di Altezza.

### Principessa Beatrice di Battenberg
Dopo il matrimonio, la principessa Beatrice chiamò se stessa con il nome e il titolo del marito, ma con il trattamento di Altezza Reale e divenne così S.A.R. la principessa Beatrice di Battenberg. La coppia visse con la regina Vittoria al Castello di Windsor e al Castello di Balmoral in Scozia. La regina Vittoria nominò il genero governatore dell'Isola di Wight nel 1888
Enrico morì prematuramente nel 1896 di una febbre contratta durante il servizio militare nella seconda guerra Anglo-Ashanti. Beatrice, vedova a 38 anni, divenne governatrice dell'Isola di Wight al posto del marito. Quando la regina Vittoria morì, Beatrice andò a vivere all'Osborne Cottage e nel 1914 si trasferì al Castello di Carisbrooke, ma mantenne un appartamento a Kensington Palace come sua casa a Londra.

### I Diari della regina Vittoria
Prima di morire, la regina Vittoria chiese che Beatrice rivedesse i suoi diari prima che fossero archiviati e pubblicati. Dato che la Sovrana aveva tenuto un diario fin dai primi anni, il lavoro fu enorme e Beatrice trascorse i seguenti trent'anni rivedendo i diari della madre. Agendo così, seguì le istruzioni della madre nel rimuovere qualsiasi cosa che potesse addolorare le persone menzionate o suoi parenti. La principessa trascrisse il testo nella sua scrittura e bruciò gli originali. Finì il lavoro nel 1931 e i 111 volumi dei diari riveduti della regina Vittoria sono negli Archivi Reali del Castello di Windsor.

### Casa Reale di Windsor

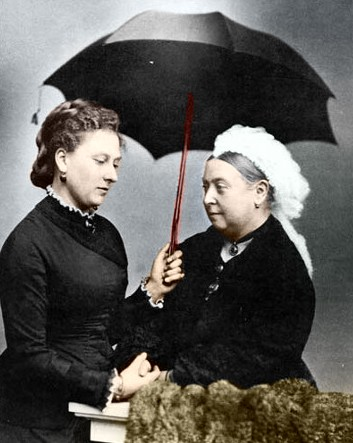
La principessa Beatrice con sua madre, la regina Vittoria.

Nel luglio del 1917, il sentimento anti-germanico durante la prima guerra mondiale spinse re Giorgio V a cambiare il nome della Casa Reale da Casa di Sassonia-Coburgo-Gotha a Casa di Windsor. Rinunciò anche, per conto dei suoi vari parenti che erano cittadini britannici, all'uso di tutti i titoli tedeschi e degli appellativi. La principessa Beatrice rinunciò così al titolo di principessa di Battenberg e prese il titolo e il trattamento di S.A.R. la principessa Beatrice. I suoi due figli sopravvissuti assunsero per mandato reale il cognome Mountbatten e interruppero l'uso del titolo principe di Battenberg e il trattamento di Altezza.
Suo figlio maggiore, Alessandro ("Drino") fu creato Marchese di Carisbrooke, mentre il figlio più giovane, Leopoldo, assunse il titolo di Lord Leopoldo Mountbatten. Sua figlia, principessa Vittoria Eugenia, sposò re Alfonso XIII di Spagna, così che non fu necessario nessun cambiamento di titolo, appellativo o cognome.
Nel gennaio del 1919, re Giorgio V creò la principessa Beatrice Dama di Gran Croce dell'Ordine dell'Impero Britannico (The Most Excellent Order of the British Empire), come riconoscimento per il suo ruolo come presidente della sezione della Società della Croce Rossa Britannica dell'Isola di Wight. Fu creata Dama di Gran Croce dell'Ordine di San Giovanni di Gerusalemme nel 1926 e Dama di Gran Croce dell'Ordine Reale di Vittoria nel 1937. 

### Ultimi anni

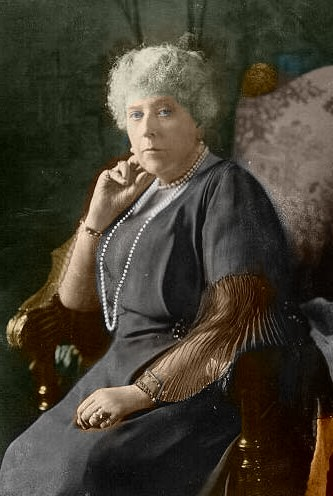
La principessa Beatrice nella tarda età.

Beatrice morì nella sua casa di Brantridge Park, a Balcombe, nel Sussex, il 26 ottobre 1944. I funerali ebbero luogo nella George's Chapel, a Windsor, il 3 novembre, seguiti dalla tumulazione nella tomba di famiglia. Il 28 agosto 1945 i suoi resti vennero portati nella Cappella Battenberg della St Mildred's Church sull'isola di Wight, dove sono ancora oggi. Fu l'ultima figlia sopravvissuta della regina Vittoria e del principe Alberto.

## Discendenza
Beatrice ed Enrico di Battenberg ebbe quattro figli:
- Alessandro Mountbatten (3 novembre 1886 - 23 febbraio 1960), marchese di Carisbrooke, sposò Irene Denison;
- Vittoria Eugenia di Battenberg (24 ottobre 1887 - 15 aprile 1969), regina di Spagna in quanto sposò Alfonso XIII di Spagna; portatrice dell'emofilia come sua madre e sua nonna, avrà due figli affetti dalla malattia.
- Leopoldo Mountbatten (21 maggio 1889 - 23 aprile 1922);
- Maurizio di Battenberg (3 ottobre 1891 - 27 ottobre 1914).

## Onorificenze

Il monogramma personale di Beatrice, principessa di Battenberg.

## Ascendenza
|                                       |                             |                                                 | Genitori                                        |  |  | Nonni |  |  | Bisnonni                                        |  |  | Trisnonni                                     |  |
|                                       |                             |                                                 |                                                 |  |  |       |  |  | Francesco Federico di Sassonia-Coburgo-Saalfeld |  |  | Ernesto Federico di Sassonia-Coburgo-Saalfeld |  |
|                                       |                             |                                                 |                                                 |  |  |       |  |  | Francesco Federico di Sassonia-Coburgo-Saalfeld |  |  | Ernesto Federico di Sassonia-Coburgo-Saalfeld |  |
|                                       |                             | Sofia Antonia di Brunswick-Wolfenbüttel         |                                                 |  |  |       |  |  | Francesco Federico di Sassonia-Coburgo-Saalfeld |  |  |                                               |  |
| Ernesto I di Sassonia-Coburgo-Gotha   |                             |                                                 |                                                 |  |  |       |  |  | Francesco Federico di Sassonia-Coburgo-Saalfeld |  |  |                                               |  |
|                                       |                             | Augusta di Reuss-Ebersdorf                      | Enrico XXIV di Reuss-Ebersdorf                  |  |  |       |  |  |                                                 |  |  |                                               |  |
|                                       |                             | Augusta di Reuss-Ebersdorf                      | Enrico XXIV di Reuss-Ebersdorf                  |  |  |       |  |  |                                                 |  |  |                                               |  |
|                                       |                             | Augusta di Reuss-Ebersdorf                      | Carolina Ernestina di Erbach-Schönberg          |  |  |       |  |  |                                                 |  |  |                                               |  |
| Alberto di Sassonia-Coburgo-Gotha     |                             | Augusta di Reuss-Ebersdorf                      |                                                 |  |  |       |  |  |                                                 |  |  |                                               |  |
|                                       |                             | Augusto di Sassonia-Gotha-Altenburg             | Ernesto II di Sassonia-Gotha-Altenburg          |  |  |       |  |  |                                                 |  |  |                                               |  |
|                                       |                             | Augusto di Sassonia-Gotha-Altenburg             | Ernesto II di Sassonia-Gotha-Altenburg          |  |  |       |  |  |                                                 |  |  |                                               |  |
|                                       |                             | Augusto di Sassonia-Gotha-Altenburg             | Carlotta di Sassonia-Meiningen                  |  |  |       |  |  |                                                 |  |  |                                               |  |
| Luisa di Sassonia-Gotha-Altenburg     |                             | Augusto di Sassonia-Gotha-Altenburg             |                                                 |  |  |       |  |  |                                                 |  |  |                                               |  |
|                                       |                             | Luisa Carlotta di Meclemburgo-Schwerin          | Federico Francesco I di Meclemburgo-Schwerin    |  |  |       |  |  |                                                 |  |  |                                               |  |
|                                       |                             | Luisa Carlotta di Meclemburgo-Schwerin          | Federico Francesco I di Meclemburgo-Schwerin    |  |  |       |  |  |                                                 |  |  |                                               |  |
|                                       |                             | Luisa Carlotta di Meclemburgo-Schwerin          | Luisa di Sassonia-Gotha-Altenburg               |  |  |       |  |  |                                                 |  |  |                                               |  |
| Beatrice di Sassonia-Coburgo-Gotha    |                             | Luisa Carlotta di Meclemburgo-Schwerin          |                                                 |  |  |       |  |  |                                                 |  |  |                                               |  |
|                                       | Giorgio III del Regno Unito | Federico di Hannover                            |                                                 |  |  |       |  |  |                                                 |  |  |                                               |  |
|                                       | Giorgio III del Regno Unito | Federico di Hannover                            |                                                 |  |  |       |  |  |                                                 |  |  |                                               |  |
|                                       | Giorgio III del Regno Unito | Augusta di Sassonia-Gotha-Altenburg             |                                                 |  |  |       |  |  |                                                 |  |  |                                               |  |
| Edoardo Augusto di Hannover           | Giorgio III del Regno Unito |                                                 |                                                 |  |  |       |  |  |                                                 |  |  |                                               |  |
|                                       |                             | Carlotta di Meclemburgo-Strelitz                | Carlo Ludovico Federico di Meclemburgo-Strelitz |  |  |       |  |  |                                                 |  |  |                                               |  |
|                                       |                             | Carlotta di Meclemburgo-Strelitz                | Carlo Ludovico Federico di Meclemburgo-Strelitz |  |  |       |  |  |                                                 |  |  |                                               |  |
|                                       |                             | Carlotta di Meclemburgo-Strelitz                | Elisabetta Albertina di Sassonia-Hildburghausen |  |  |       |  |  |                                                 |  |  |                                               |  |
| Vittoria del Regno Unito              |                             | Carlotta di Meclemburgo-Strelitz                |                                                 |  |  |       |  |  |                                                 |  |  |                                               |  |
|                                       |                             | Francesco Federico di Sassonia-Coburgo-Saalfeld | Ernesto Federico di Sassonia-Coburgo-Saalfeld   |  |  |       |  |  |                                                 |  |  |                                               |  |
|                                       |                             | Francesco Federico di Sassonia-Coburgo-Saalfeld | Ernesto Federico di Sassonia-Coburgo-Saalfeld   |  |  |       |  |  |                                                 |  |  |                                               |  |
|                                       |                             | Francesco Federico di Sassonia-Coburgo-Saalfeld | Sofia Antonia di Brunswick-Wolfenbüttel         |  |  |       |  |  |                                                 |  |  |                                               |  |
| Vittoria di Sassonia-Coburgo-Saalfeld |                             | Francesco Federico di Sassonia-Coburgo-Saalfeld |                                                 |  |  |       |  |  |                                                 |  |  |                                               |  |
|                                       |                             | Augusta di Reuss-Ebersdorf                      | Enrico XXIV di Reuss-Ebersdorf                  |  |  |       |  |  |                                                 |  |  |                                               |  |
|                                       |                             | Augusta di Reuss-Ebersdorf                      | Enrico XXIV di Reuss-Ebersdorf                  |  |  |       |  |  |                                                 |  |  |                                               |  |
|                                       |                             | Augusta di Reuss-Ebersdorf                      | Carolina Ernestina di Erbach-Schönberg          |  |  |       |  |  |                                                 |  |  |                                               |  |
|                                       |                             | Augusta di Reuss-Ebersdorf                      |                                                 |  |  |       |  |  |                                                 |  |  |                                               |  |